# C'era una volta un paradosso
(Piergiorgio Odifreddi, C'era una volta un paradosso)
C'era una volta un paradosso è un saggio scritto dal matematico Piergiorgio Odifreddi, pubblicato per la prima volta nel 2001. Per questo libro, nel 2002, l'autore ha vinto i prestigiosi "Premio Peano" della Mathesis e "Premio Giovanni Maria Pace" della SISSA.
Il libro si articola in dieci capitoli preceduti da una Introduzione paradossale:
1. Immacolate percezioni
2. L'arte dell'illusione
3. Cose dell'altro mondo
4. Immacolate concezioni
5. Storia apocrifa di un mentitore
6. La corsa nel tempo della tartaruga
7. I para-doxa della democrazia
8. Sguardo paradossale al futuro
9. Mucchi, smeraldi e corvi
10. Dai paradossi ai teoremi

## Edizioni
- C'era una volta un paradosso. Storie di illusioni e verità rovesciate, Collana Grandi Tascabili, Torino, Einaudi, 2001,  p. 290, ISBN 88-06-15090-1. - Collana ET Saggi, Einaudi, 2006, ISBN 978-88-06-17507-8.